# لويس إتش واتسون
لويس إتش واتسون (بالإنجليزية: Louis H. Watson)‏ هو لاعب الجسر ‏ أمريكي، ولد في 1907، وتوفي في 14 فبراير 1936.